# Raión de Goygol
Goygol (en azerí: Göygöl) es uno de los cincuenta y nueve rayones en los que subdivide políticamente la República de Azerbaiyán. La capital es la ciudad de Göygöl.

## Territorio y población
Comprende una superficie de 1380 kilómetros cuadrados, con una población de 54 700 personas y una densidad poblacional de 39,63 habitantes por kilómetro cuadrado.

## Economía
La actividad principal es la agricultura. Se producen vino, frutas y hortalizas y se práctica la ganadería a menor escala.

## Transporte
A través del rayón pasa una autopista y una línea de ferrocarril de "Azərbaycan Dövlət Dəmir Yolu".